# Behance
Behance (стилизовано как Bēhance) — популярная среди дизайнеров и иллюстраторов всего мира социальная медиа-платформа, принадлежащая Adobe.
Behance была основана Матиасом Кориа и Скоттом Бельски в ноябре 2005 года. Первоначально компания полагалась на доход от продажи баннерной рекламы, объявлений о вакансиях, а затем и билетов на конференции 99U. В мае 2012 года их первый раунд внешнего финансирования получил 6,5 миллиона долларов от инвесторов, включая компанию личных инвестиций Дэйва Макклюра и Джеффа Безоса — Bezos Expeditions.
Компания была приобретена Adobe Systems за 150 миллионов долларов в декабре 2012 года.

## Корпоративные связи

### Продукты
Пользователи могут зарегистрироваться в Behance и создавать профили, состоящие из проектов. Как зарегистрированные, так и незарегистрированные пользователи могут «оценивать» те или иные проекты, а также комментировать их. Участники Behance могут подписываться на профили других пользователей. Соучредитель Бельски сравнил первую версию онлайн-портфолио Behance со структурами «проектов» как организованную художественную витрину по сравнению с DeviantArt и цифровым сообществом Саатчи.

### Портфолио Adobe
Adobe Portfolio (ранее ProSite) — это приложение для веб-дизайна от Behance, похожее на такие популярные инструменты, как Weebly и Joomla. Это инструмент для создания личного портфолио в Интернете, который синхронизируется с проектом пользователя Behance. Доступ к Adobe Portfolio возможен только при покупке подписки Adobe Creative Cloud.

### Обслуживаемые сайты
Контент из сети Behance передается в сеть сайтов, называемых обслуживаемыми сайтами, которые отображают работы в определенных категориях, таких как мода, промышленный дизайн и типографика. В сентябре 2010 года было добавлено больше, включая брендинг, цифровое искусство и дизайн игрушек. В апреле 2012 года в качестве категорий были добавлены реклама, искусство, архитектура и многое другое.

### Метод действия
Метод действия — это методология продуктивности, ориентированная на творческих профессионалов. Он включает в себя линейку бумажных продуктов (с 2014 года продается The Ghostly Store, а не самим Behance) и онлайн-приложение под названием Action Method Online (хотя оно было прекращено 1 июня 2014 года). Его цель — связать каждое событие с набором конкретных задач, которые может выполнять пользователь, называемых шагами действия.

### 99U
99U — это консультационная служба и ежегодная конференция в Нью-Йорке, посвященная маркетингу. Название 99U происходит от цитаты Томаса Эдисона о том, что «Гений — это 1 % вдохновения, 99 % пота». В 2011 году 99U получил премию Webby в номинации «Лучший культурный блог».